# Morgan Gibbs-White
Morgan Gibbs-White (Stafford, 27 de janeiro de 2000) é um futebolista profissional inglês que atua como meia, atualmente joga pelo (Nottingham Forest Football Club)

## Carreira
Morgan Gibbs-White começou a carreira no Wolverhampton.
Após uma ótima temporada no Wolverhampton Wanderers. Em 2020 Foi emprestado ao Swansea City.
Wolverhampton
- EFL Championship: 2017–18[2]

Inglaterra
- Copa do Mundo FIFA Sub-17: 2017